# Amtsgericht Bergzabern
Das Amtsgericht Bergzabern war ein Gericht in Bergzabern, dessen Gebäude mittlerweile unter Denkmalschutz steht.

## Lage
Das Bauwerk liegt an der Deutschen Weinstraße in der Stadtmitte von Bad Bergzabern.

## Bauwerk
Beim Gebäude handelt es sich um einen neubarocken Mansardwalmdachbau, der in der Zeit von 1900 bis 1905 entstand.

## Geschichte
Das Gericht wurde 1879 gegründet; es unterstand dem Landgericht Landau in der Pfalz und war neben Bergzabern zusätzlich für die Gemeinden Appenhofen, Barbelroth, Billigheim, Birkenhördt, Blankenborn, Böllenborn, Dierbach, Dörrenbach, Gleiszellen-Gleishorbach, Hergersweiler, Heuchelheim, Ingenheim, Kapellen-Drusweiler, Kapsweyer, Klingen, Klingenmünster, Mühlhofen, Niederhorbach, Niederotterbach, Oberhausen, Oberotterbach, Pleisweiler-Oberhofen, Rechtenbach, Rohrbach, Schweigen, Schweighofen und Steinfeld zuständig.
Im Zuge einer Reform wurde das Amtsgericht Bergzabern in den 1960er Jahren aufgelöst und sein Zuständigkeitsbereich dem Amtsgericht Landau in der Pfalz zugeschlagen; seither dient das Gebäude als Außenstelle des letzteren.